# Mycetophila yuriamuesi
Mycetophila yuriamuesi är en tvåvingeart som beskrevs av Lane 1955. Mycetophila yuriamuesi ingår i släktet Mycetophila och familjen svampmyggor. Inga underarter finns listade i Catalogue of Life.